# Нитрид циркония(III)
Нитри́д цирко́ния(III) — бинарное неорганическое соединение металла циркония и азота с формулой {\displaystyle {\ce {ZrN,}}} золотисто-жёлтые кристаллы, нерастворимые в воде.

## Получение
- Нагревание в атмосфере азота порошкообразного циркония, его карбида, иодида или смеси оксида циркония(IV) с углеродом:

{\displaystyle {\ce {2Zr{}+N2->[1100-1200~^{\circ }{\text{C}}]2ZrN;}}}
{\displaystyle {\ce {2ZrC{}+N2->[1100-1200~^{\circ }{\text{C}}]2ZrN{}+2C;}}}
{\displaystyle {\ce {2ZrI4{}+N2->[1100-1200~^{\circ }{\text{C}}]2ZrN{}+4I2;}}}
{\displaystyle {\ce {2ZrO2{}+4C{}+N2->[1100-1200~^{\circ }{\text{C}}]2ZrN{}+4CO}}}.

## Физические свойства
Нитрид циркония(III) образует золотисто-жёлтые кристаллы кубической сингонии, пространственная группа F m3m, параметры ячейки a = 0,464 нм, Z = 4.

## Применение
- Высокотемпературная керамика.

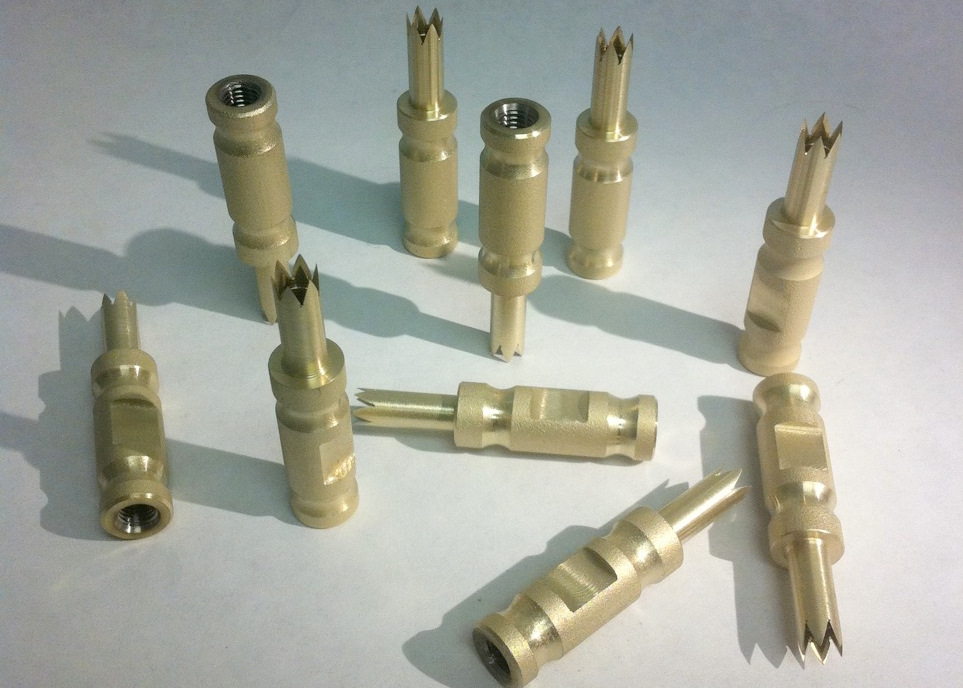
Фрезы с покрытием из нитрида циркония

- Антифрикционные, износостойкие, защитные или декоративные покрытия.